# Androció (orador)
Androció (en grec antic: Ἀνδροτίων; en llatí: Androtion) era un orador atenès, fill d'Andró. Fou deixeble d'Isòcrates d'Atenes i contemporani de Demòstenes, segons que diu Suides.
No se sap quina tendència política tenia, però Ulpià diu que va ser un dels principals demagogs del seu temps, i que els seus discursos mostraven una especial elegància i habilitat. Segons Aulus Gel·li, entre els discursos de Demòstenes n'hi havia un contra Androció, que va pronunciar quan tenia vint-i-set anys, on imitava les formes elegants d'Isòcrates i del mateix Androció.
Pel que sembla, el seu discurs anava contra les lleis i el costum. Es va demanar la privació de la ciutadania a Androció per aquestes propostes i per la seva mala conducta en altres aspectes. El discurs de Demòstenes era de suport a aquesta proposta, però no és conegut com va acabar l'afer.